# 丘羅澤羅湖
67°25′34.50″N 36°10′51.64″E / 67.4262500°N 36.1810111°E
丘羅澤羅湖（羅馬化：Churozero），是俄羅斯的湖泊，位於該國西北部，由摩爾曼斯克州負責管轄，處於洛沃澤羅區，面積13.2平方公里，海拔高度165.7米，湖岸線長度25公里。